# HFRR

Prinzip der HFRR-Messung

Der HFRR-Wert (engl. high frequency reciprocating rig) ist ein Messwert für die Schmierfähigkeit von Dieselkraftstoffen bzw. Heizöl EL schwefelarm. Durch die Einführung schwefelarmen Diesels (Heizöl EL), dessen Schmierfähigkeit trotz gleicher Dichte und Viskosität erheblich schlechter als die von schwefelhaltigem Kraftstoff ist und der bei kraftstoffgeschmierten Diesel-Einspritzpumpen (Brennstoffpumpen) zu einer deutlich erhöhten Schadenshäufigkeit führte, hat der HFRR-Wert in Forschung und Entwicklung der Motortechnik stark an Bedeutung gewonnen. Da in Dieselmotoren Teile der Einspritzpumpe nur durch den Kraftstoff selbst geschmiert werden, ist eine genaue Kenntnis der Schmierfähigkeit des Kraftstoffs notwendig. Eine Beschreibung von Dichte und Viskosität alleine genügt nicht. So wurde ein Messverfahren entwickelt, mit dem sich die Schmierfähigkeit einfach und wiederholbar messen lässt.

## Messmethode
Eine Stahlkugel von 6 mm Durchmesser wird in eine Halterung eingespannt und mit der Kraft von 2 N auf eine Stahlplatte definierter Härte und Oberflächenrauigkeit gepresst. Die Halterung schleift die Kugel mit einer Frequenz von 50 Hz und einem horizontalen Schwingweg von 1 mm über die Platte. Die Kugel gleitet dabei in einem Flüssigkeitsbad (mit 60 °C) aus dem zu prüfenden Kraftstoff auf der Platte hin und her. Die Menge der Flüssigkeit beträgt 2 ml in einem Bad mit der Oberfläche von 6 cm². Der Test dauert 75 Minuten.
Durch die Bewegung entsteht an der Kugel eine sogenannte Verschleißkalotte, eine ungefähr kreisrunde Abflachung, manchmal wird auch der kleinste und größte Durchmesser angegeben. Der Durchmesser dieser Verschleißkalotte in µm ist der HFRR-Wert. Ein kleinerer Wert steht für eine bessere Schmierfähigkeit. Durch die Kugelform des Prüfkörpers ist der Verschleiß nicht linear. Bei schlechter Schmierung entsteht eine größere Verschleißkalotte, was zu einer geringeren Flächenpressung zwischen Stahlkugel und Stahlplatte führt. Somit wird der Wert für schlecht schmierende Flüssigkeiten unter gleichen Bedingungen nicht in dem Maße größer als die Schmierfähigkeit wirklich abgenommen hat.

## Beispiele der Schmierfähigkeit gängiger Kraftstoffe
- Biodieselkraftstoff (Europa, nach Norm EN 14214): ca. 320 µm
- Dieselkraftstoff (Europa, nach Norm DIN EN 590): < 460 µm
- Heizöl EL schwefelarm (Deutschland, nach Norm DIN 51603-1): < 460 µm
- Dieselkraftstoff (USA, nach Norm ASTM-D975): 550 – 600 µm

## Links
- Testapparatur (beispielhaft) auf: www.creapetrochem.com.au